# Віллі Гольдорф
Віллі Гольдорф (нім. Willi Holdorf; нар. 17 лютого 1940 — пом. 5 липня 2020) — німецький легкоатлет, який спеціалізувався в десятиборстві.
На міжнародних змаганнях представляв Західну Німеччину.
На Іграх-1964 виступав за Об'єднану німецьку команду.

## Із життєпису
Олімпійський чемпіон з десятиборства (1964).
Посів 5-е місце у десятиборстві на чемпіонаті Європи (1962).
Чемпіон ФРН з десятиборства (1961, 1963) та бігу на 200 метрів з бар'єрами (1962).
По завершенні легкоатлетичної кар'єри, виступав у бобслеї (срібний призер чемпіонату Європи-1973), працював тренером футбольного клубу та стрибунів з жердиною. Був обраний членом Олімпійської комітету Німеччини (1997).

## Визнання
- Спортсмен року в Німеччині (1964)
- Член Зали спортивної слави Німеччини (2011)

## Відео
- Виступ Гольдорфа на Олімпіаді-1964 на YouTube